# 卡琳娜·卡浦爾
卡琳娜·卡浦爾（1980年9月21日—）是活躍於二十一世紀前期的印度著名寶萊塢女演員。她出生於印度知名演藝世家卡浦爾家族，姊姊是女演員卡麗詩瑪·卡浦爾。卡琳娜是寶萊塢收入最高的女演員之一，並獲得6個印度電影觀眾獎殊榮。
她的丈夫是男演員賽伊夫·阿里·罕。她婚後亦使用「卡琳娜·卡浦爾·罕」（Kareena Kapoor Khan）這名字。卡琳娜對印度傳媒十分直接、亦表示不介意被狗仔隊拍到、而她的穿衣打扮亦經常受到關注。

## 早年生活

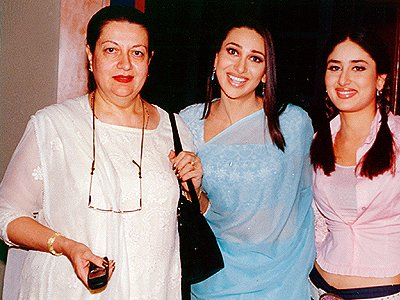
卡琳娜（右邊）和母親及姊姊。

卡琳娜出生於印度著名的演藝世家卡浦爾家族：祖父是寶萊塢巨星拉吉·卡浦爾、父親Randhir及母親Babita、胞姊卡麗詩瑪及其他親人（包括表弟兰比尔）均是演員。她的外祖父是一名信德族演員，外祖母是一名英國女人。根據她的說法，「卡琳娜」（Kareena）這名字源自她母親懷孕時所讀的書，靈感來自書中女角安娜·卡列尼娜（Anna Karenina）的姓氏。卡琳娜在家中被稱作「比波」（Bebo）。
她小時候有一段時間是只由母親照顧，父親因反對其母親支持卡琳娜和卡麗詩瑪進入演藝圈（卡浦爾家族當時仍禁止家中女性成為藝人）而分居直至2007年，兩人才和好。

## 演藝事業

### 2000至2003年
當卡琳娜亦在演藝學院就讀時，她開始在2000年和另一新進男演員李提克·羅森（Hrithik Roshan）拍攝電影《Kaho Naa... Pyaar Hai》。但卡琳娜在開始拍攝數天後決定放棄繼續拍攝，她後來解釋這是因為她認為此電影過於注重男主角李提克。卡琳娜其後和另一男演員阿彼锡·巴克罕（Abhishek Bachchan）拍攝了她首套電影《Refugee》，她扮演一名因1971年印巴战争爆發而逃亡的孟加拉難民。卡琳娜的演出得到讚賞並因此得到印度電影觀眾獎的最佳女新人殊榮。

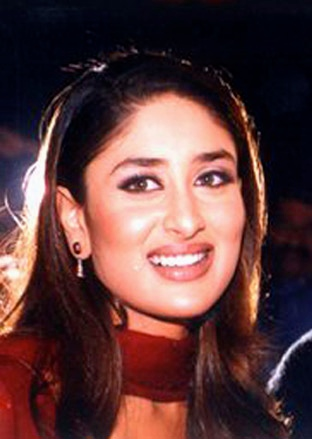
卡琳娜在電影《花無百日紅》的書本發佈會上。

她在2001年拍攝了票房成功電影《Mujhe Kucch Kehna Hai》、《Yaadein》及和男星阿克夏·庫馬合作的《Ajnabee》。卡琳娜之後和巨星沙·魯克·罕拍攝了古裝電影《利劍紅塵》（Aśoka），飾演一名和阿育王相戀的公主Kaurwaki。《利劍紅塵》在2001年的威尼斯及多倫多電影節上映，並得到讚賞。即使此電影在印度本土不太受歡迎，卡琳娜得到她首個印度電影觀眾獎最佳女主角提名。
卡琳娜的事業轉捩點出現在2001年：著名導演卡蘭·約哈（Karan Johar）起用她在電影《花無百日紅》（Kabhi Khushi Kabhie Gham...）中飾演一名貪慕虛榮但心地善良的女子Pooja。《花無百日紅》是卡琳娜演出的首套大製作電影，而這電影大受歡迎，成為當年印度票房最高電影的第二位。卡琳娜亦憑此電影得到多項提名。
雖然卡琳娜在2001年至2002年十分成功，但她在2003年所拍攝的電影都不成功。有評論認為她被角色定型，沒有變化。

### 2004至2006年
2004年，卡琳娜開始決定接受更多不同及具挑戰性的角色。她在電影《Chameli》扮演一名善良的妓女Chameli。卡琳娜起初不願飾演一名妓女，但最終被導演Sudhir Mishra說服。為了拍攝此電影，卡琳娜特地多次到孟買的紅燈區觀察性工作者的行為及打扮。《Chameli》受到不少評論家的歡迎，亦使卡琳娜得到第49屆印度電影觀眾獎的特別演出獎。

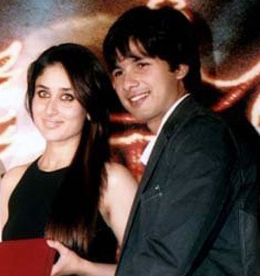
卡琳娜和男友沙希德在電影《36 China Town》的書本發佈會上。

她之後和巨星阿米塔布·巴沙坎等人拍攝電影《Dev》，飾演一名在2002年古吉拉特骚乱的穆斯林受害人Aaliya。卡琳娜的出色演技再使她得到不少提名及印度電影觀眾獎的影評人最佳女演員（Filmfare Critics Award for Best Actress）。不久之後，卡琳娜在電影《Fida》首次扮演一名奸角Neha Mehra。雖然電影成績未如理想，但她的演出被指大有進步。她之後再拍攝兩套票房不錯的電影《Aitraaz》及《Hulchul》。她在2005年的電影《Bewafaa》卻得到不少劣評，而其後的愛情電影《Kyon Ki》亦得到很少票房收益。
2006年，卡琳娜拍攝了3部電影。她首先演出票房不錯的電影《36 China Town》及《Chup Chup Ke》。她之後在電影《Omkara》擔任女主角，詭電影改編自莎士比亞的戲劇奧賽羅。《Omkara》在第59届戛纳电影节舉行首映並得她第4個印度電影觀眾獎。卡琳娜認為她在《Omkara》的演出是她事業的轉捩點。拍畢《Omkara》後，卡琳娜決定短暫休息。

### 2007至2011年

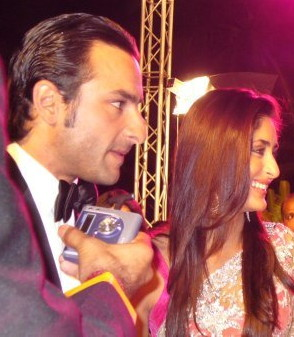
卡琳娜和男友賽伊夫·阿里·罕在頒獎禮上。

在短暫休息後，卡琳娜在2007年因喜歡他的劇本而決定接拍新人導演Imtiaz Ali的愛情喜劇《忽然遇見你》（Jab We Met）並扮演一名活潑好動的锡克女孩Geet Dhillon。《忽然遇見你》不但大受好評，票房成績亦十分成功。卡琳娜透過此電影得到不少殊榮，亦首次榮獲印度電影觀眾獎的最佳女主角。Geet是卡琳娜最具代表性的角色之一。拍攝這電影其間，卡琳娜決定和男主角及她現實中的男友沙希德·卡普爾結束了3年的戀愛。
她在2008年拍攝動作片《Tashan》，並認識了她未來丈夫賽伊夫·阿里·罕。她其後拍攝了幾套成績普通的電影。2009年，卡琳娜在愛情喜劇《Kambakkht Ishq》中扮演Simrita Rai，雖然得到劣評，但這電影獲得票房成功。她後來的電影《Main Aurr Mrs Khanna》的票房卻十分差。卡琳娜之後拍攝的《Kurbaan》使她再次得到印度電影觀眾獎的最佳女主角的提名。

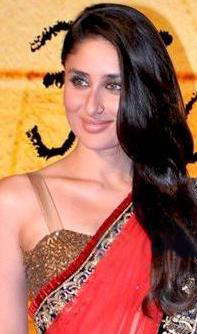
卡琳娜出席電影《三傻大闹宝莱坞》的首映禮。

卡琳娜其後在2009年接拍了知名導演拉库马·希拉尼的電影《三傻大闹宝莱坞》（3 Idiots），扮演一名女醫學院學生Pia並和男演員阿米爾·罕、馬德哈萬及沙曼·喬希合作演出。希拉尼導演曾考慮起用其他女演員飾演Pia，但最終因阿米爾·罕的推薦而選擇卡琳娜。《三傻大闹宝莱坞》在印度及海外大受歡迎並在當時成為印度史上票房收益最高的電影，亦為卡琳娜帶來她多項提名及國際印度電影大獎頒獎禮的最佳女演員獎項。
2010年，卡琳娜和沙希德·卡普爾拍攝多年的愛情喜劇《Milenge Milenge》的後期配音終於完成並上映，但得到劣評。她之後在電影《We Are Family》擔任女配角，並得到印度電影觀眾獎的最佳女配角。2011年，她在電影《Bodyguard》中和男星薩爾曼·汗合作，該電影獲得商業上的成功。卡琳娜接著拍攝電影《Ra.One》，得到不錯的票房表演。

### 2012年至今

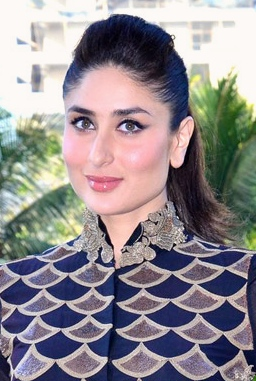
卡琳娜，攝於2013年。

卡琳娜在2012年接拍愛情喜劇《Ek Main Aur Ekk Tu》，並得到良好的評價。她之後的間諜電影《Agent Vinod》卻得到不少批評。卡琳娜接下來拍攝電影《Heroine》，扮演一名寶萊塢女星Mahi Arora。她起初不願接拍此電影，但最後因為另一女星艾西瓦娅·巴克罕因懷孕放棄拍攝而決定出演。卡琳娜的精彩演出使她得到不少的讚賞，亦再度得到不少提名。
《Heroine》上映後，卡琳娜在2012年10月16日和男友賽伊夫·阿里·罕結婚。她的婚禮被華爾街日報的作者稱為印度該年最重要的婚禮。整個婚禮分5天舉行，而卡琳娜亦冠上夫姓「罕」（Khan）。她表示她婚後不會改信丈夫的伊斯蘭教，會繼續信奉印度教。2012年年尾，她和阿米爾·罕及拉妮·穆科吉演出電影《Talaash: The Answer Lies Within》，並得到不錯的評價。她在2013年拍攝電影《Satyagraha》但票房成績普通。她的下一套電影《Gori Tere Pyaar Mein》亦是一套失敗的作品。
2014年，卡琳娜在電影《Singham Returns》的角色雖然受到批評，但該電影的票房很成功。她下一部电影是在2015年上映的《小萝莉的猴神大叔》。這部電影的最終票房為INR43.3億盧比（約合當時的675萬美元），是印度史上最高票房收入电影第三名。
2016年，卡琳娜在電影《Ki & Ka》飾演一名事業女性，挑战傳統「男主外女主內」的觀念。同年她在另一部電影《Udta Punjab》中扮演一名医生。她的角色比较小，但卡琳娜在读完剧本后决定出演并只收一半酬勞。這部探討旁遮普省吸毒問題的電影為她帶來一個印度電影觀眾獎最佳女配角提名。12月，她在孟买诞下儿子后两年都没有新作品。
2018年，以女性友誼為主題的《Veere Di Wedding》成为卡琳娜产后复出的第一部电影。同剧演员有松楠·卡浦爾、絲瓦拉·巴斯卡和Shikha Talsania。《Veere Di Wedding》的製片人莉亞·卡浦爾早于2016年邀请卡琳娜演出，但最后因后者怀孕而推迟拍摄。

## 個人生活

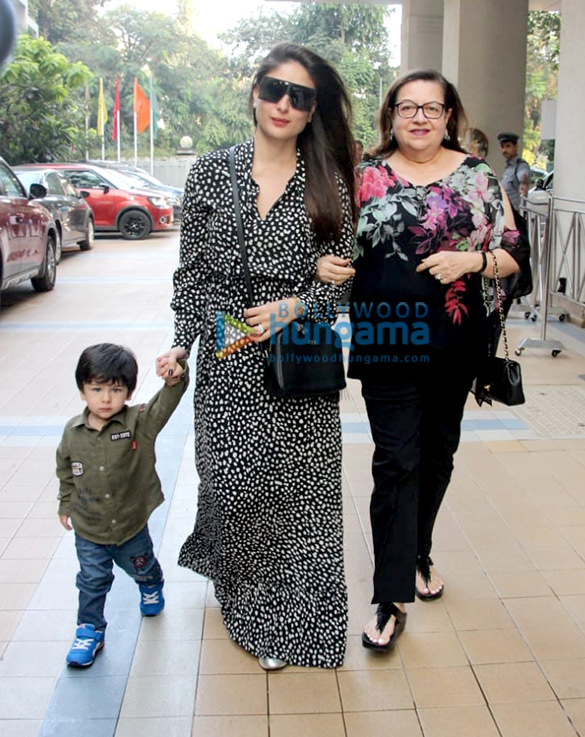
卡琳娜和儿子泰穆爾及母亲芭比塔。

據傳，卡琳娜·卡浦爾在數年電影生涯當中多次同男主角戲假情真，自從2004年中她同演員沙希德·卡普爾（Shahid Kapoor）戀愛，印度傳媒對此進行了廣泛的報道。2007年，傳媒報道兩人在拍攝《忽然遇見你》（Jab We Met）分手。
卡琳娜之後戀上了演員賽伊夫·阿里·罕（Saif Ali Khan），後者曾在2007年10月一次時裝表演之后對此關係進行證實。2012年，卡琳娜與賽伊夫結婚。這是賽伊夫·阿里·罕的第二段婚姻。2016年7月1日，卡琳娜宣布懷孕，預產期為同年12月。2016年12月20日，她在孟買的Breach Candy Hospital早上7時30分誕下一名兒子，取名泰穆爾·阿里·罕（Taimur Ali Khan）。2021年2月21日，她在孟买同一间医院诞下第二名儿子并取名傑赫·阿里·罕（Jeh Ali Khan）。
卡琳娜·卡浦爾還曾經在2006年對外界宣稱自己吃素，主要為保持身材苗條。

## 外部連結
- 卡琳娜·卡浦爾在互联网电影资料库（IMDb）上的資料（英文）
- 卡琳娜·卡浦爾在豆瓣上的资料（简体中文）
- 卡琳娜·卡浦爾在1905电影网上的简介（简体中文）
- 卡琳娜·卡浦爾的Instagram帳戶